# 도토리묵 (드라마)
《도토리묵》은 SBS에서 2003년 2월 1일에 방영된 설 특집 드라마로, 20년이 넘도록 하루도 빠짐없이 도토리묵을 만드는 어머니를 통해 진한 가족애를 그렸다.

## 줄거리
열두 살 된 아들을 데리고 박 선생과 재혼한 30대 중반의 한 여사는 새로운 생활의 행복도 잠시, 박 선생의 아들 동철이 가출해 가슴에 한이 맺힌다. 동철이 좋아하던 도토리묵을 20년 동안 하루도 빠짐없이 만들며 아들을 기다린다. 동철은 오해로 인해 상처를 받고 가출했다가 20년이 지난 뒤에야 어머니의 마음을 이해하고 진정한 가족의 의미를 깨닫는다.

## 등장 인물
- 고두심 : 한 여사 역
- 천호진 : 박동철 역 - 한 여사의 의붓아들
- 최종환 : 박정호 역 - 한 여사의 아들
- 이휘향 : 해순 역
- 김예령 : 복희 역
- 남능미 : 복희 어머니 역
- 정종준 : 우씨 역
- 정은경 : 박두릅 역
- 성낙만 : 장덕규 역
- 최병학 : 역장 역
- 전인택 : 박 선생 역
- 최성웅 : 손님 역
- 박종설 : 손님 역
- 조중휘(아역)
- 김학준(아역)
- 이종화(아역)
- 장예지(아역)

## 수상 경력
- 2003년 SBS 연기대상 단막·특집극 여자연기상 고두심